# Jack Foley
Pour les articles homonymes, voir Foley.
Jack Donovan Foley est un ingénieur sonore américain, pionnier du bruitage au cinéma, né le 12 avril 1891 à Yorkville et mort le 9 novembre 1967. En hommage à son travail, le terme anglais pour bruitage est « foley », les spécialistes du bruitage sont souvent désignés en anglais sous le terme de « Foley artists » et le sudio d'enregistrement spécialisé (comportant notamment des sols dans différentes matières et des accessoirs spécialisés) « foley stage »r ou « foley studio ».

## Biographie
Jack Foley est connu pour avoir développé une méthode unique de production d'effets sonores synchronisés avec l'image en direct, lors de la post-production d'un film, ce qui a constitué les premiers pas du bruitage. Il enregistrait en général en une seule prise et sur une seule prise à cause des moyens techniques limités de l'époque.
Il commence sa carrière dans le cinéma comme repéreur de lieux puis réalisateur de films muets pour le compte des studios Universal Pictures, au moment où l’industrie commençait à envisager d’introduire le son. Il a notamment travaillé comme bruiteur sur Spartacus (1960), Dracula (1931), Show Boat (1929) ou encore The Phantom of the Opera (1925).